# Драфт НБА 1997
Драфт НБА 1997 року відбувся 25 червня в місті Шарлотт (Північна Кароліна). Хоча Бостон Селтікс мав друге найгірше співвідношення перемог до поразок у сезоні 1996–1997 і найкращі шанси (36 відсотків) виграти драфтову лотерею, маючи сумарно два драфт-піки. Але лотерею виграв клуб з третіми шансами Сперз, який зазвичай був зразком стабільності, але на початку того сезону через травми втратив Девіда Робінсона і Шона Елліотта. Напередодні драфту не було жодних сумнівів, що Сперз під першим номером виберуть Тіма Данкана, а до решти драфту ставилися з певним скептицизмом. Селтікс мав третій і шостий драфт-піки, вибравши Чонсі Біллапса і Рона Мерсера, їх обох обміняно у два наступних роки.
Вашингтон Візардс позбавлено їхнього права на вибір у першому раунді 1997 року у зв'язку з підписанням Джувана Говарда. (Вашингтон мав би 17-й пік). Таким чином, драфт дав лише 28 прав на вибір у першому раунді і 57 — загалом.
| РЗ | Розігруючий захисник | АЗ | Атакувальний захисник | ЛФ | Легкий форвард | ВФ | Важкий форвард | C | Центровий |

| ^ | Позначає гравців, обраних у Баскетбольну залу слави Нейсміта                                                        |
| * | Позначає гравців, які взяли участь принаймні в одній грі матчу всіх зірок НБА і потрапили до Збірної всіх зірок НБА |
| + | Позначає гравців, які взяли участь принаймні в одній грі матчу всіх зірок НБА                                       |
| x | Позначає гравців, які принаймні один раз потрапили до Збірної всіх зірок НБА                                        |
| # | Позначає гравців, які жодного разу не грали в регулярному сезоні НБА або плей-оф                                    |

## Драфт

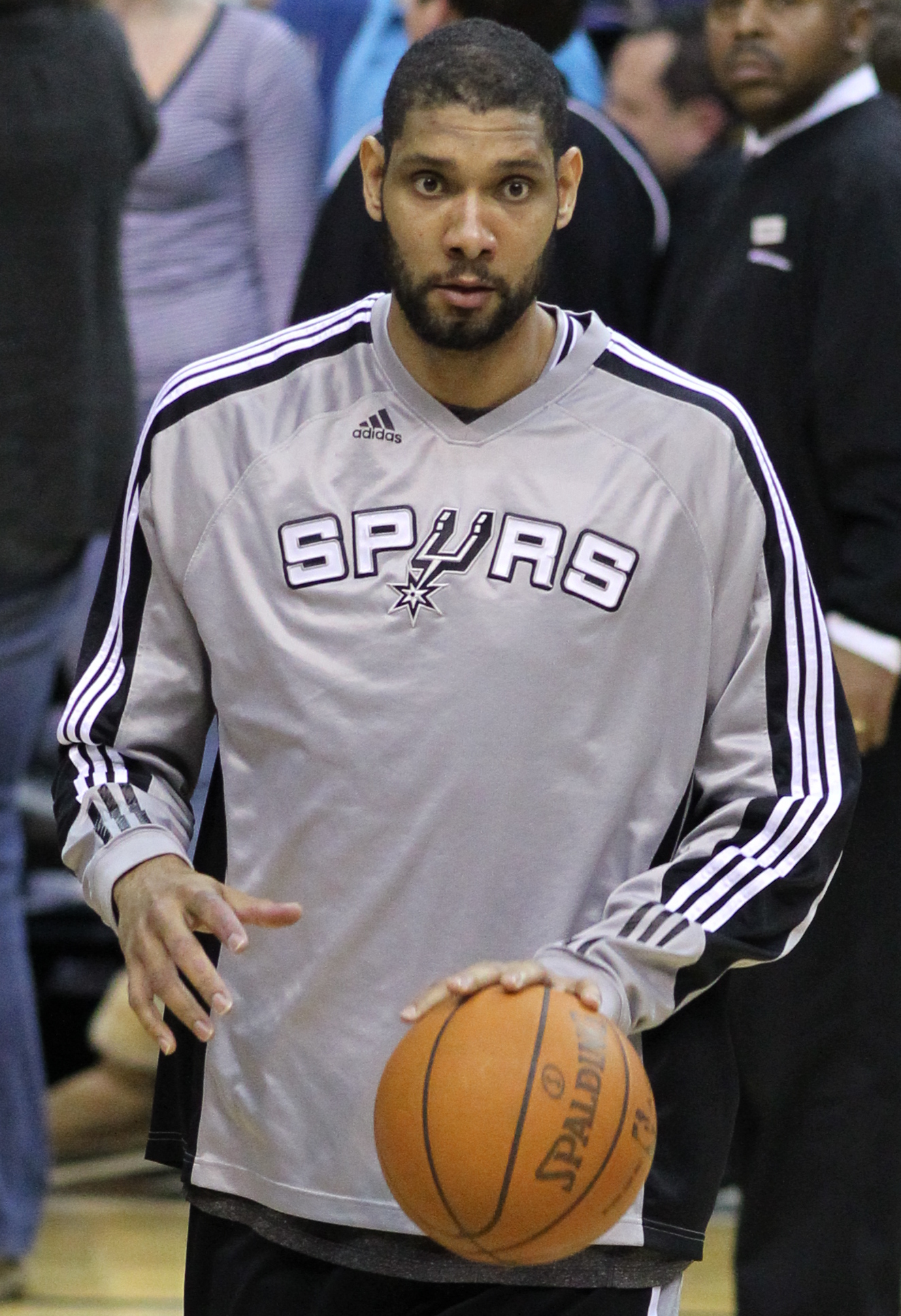
Сан-Антоніо Сперс вибрав Тіма Данкана під першим загальним номером.

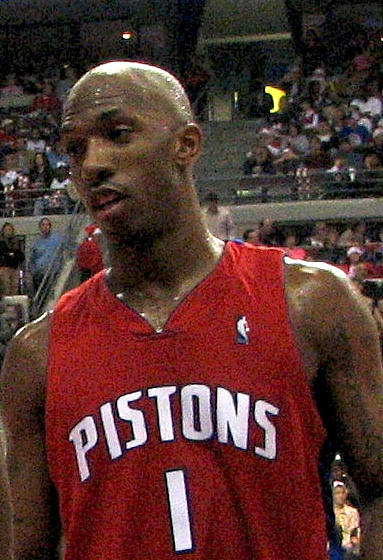
Бостон Селтікс вибрав Чонсі Біллапса під третім загальним номером.

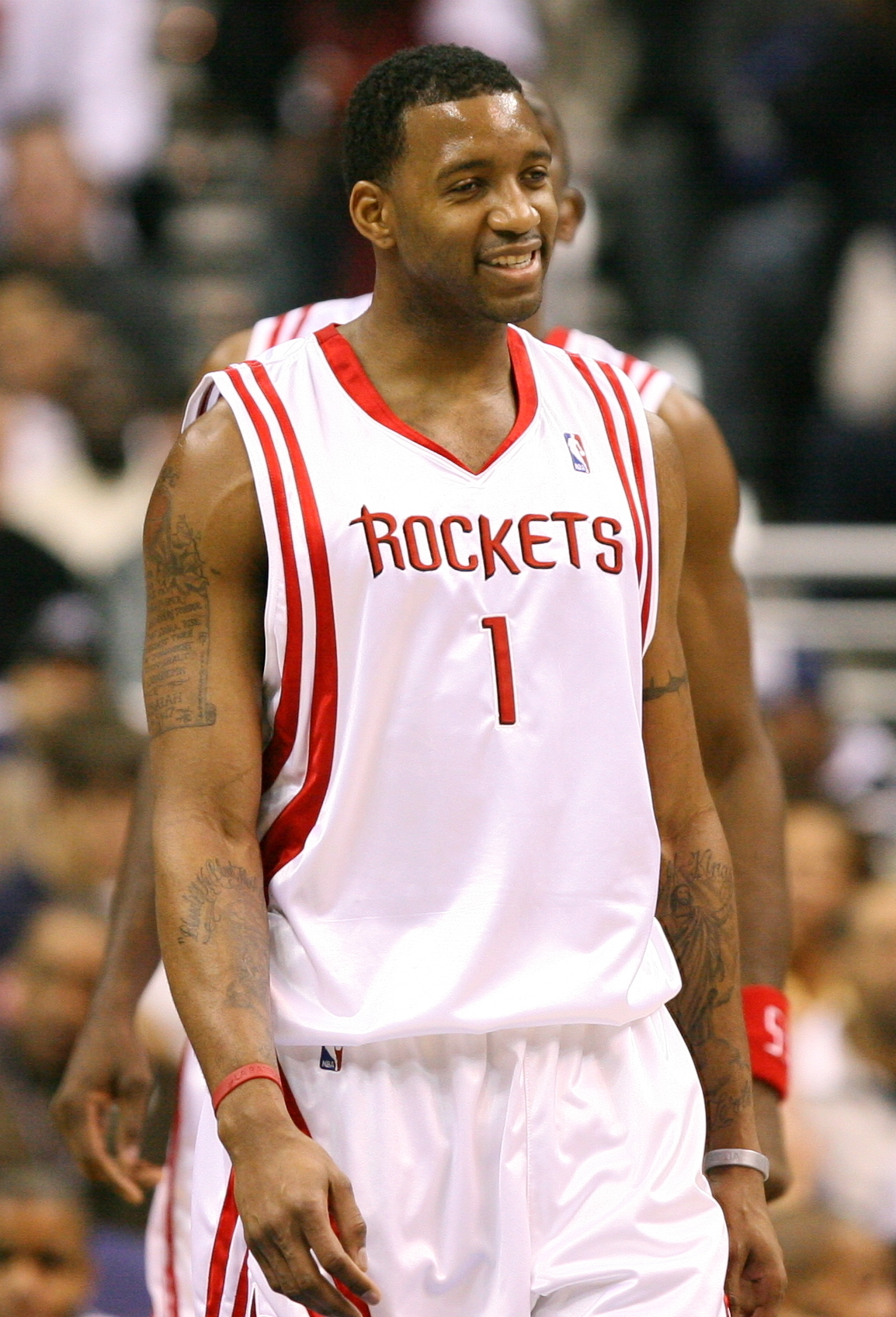
Торонто Репторз вибрав Трейсі Макгрейді під 9-м загальним номером.

| Раунд | Вибір | Гравець           | Позиція | Громадянство                   | Команда НБА                                                  | Школа/Клубна команда                     |
| ----- | ----- | ----------------- | ------- | ------------------------------ | ------------------------------------------------------------ | ---------------------------------------- |
| 1     | 1     | Тім Данкан*       | ВФ/Ц    | США                            | Сан-Антоніо Сперс                                            | Вейк Форест (Ср.)                        |
| 1     | 2     | Кіт Ван Горн      | ВФ      | США                            | Філадельфія Севенті-Сіксерс                                  | Юта (Ср.)                                |
| 1     | 3     | Чонсі Біллапс*    | РЗ      | США                            | Бостон Селтікс                                               | Колорадо (Соф.)                          |
| 1     | 4     | Антоніо Деніелс   | РЗ      | США                            | Ванкувер Ґріззліс                                            | Боулінг Грін (Ср.)                       |
| 1     | 5     | Тоні Батті        | Ц/Ф     | США                            | Денвер Наггетс                                               | Техас Тек (Дж.)                          |
| 1     | 6     | Рон Мерсер        | ЛФ      | США                            | Бостон Селтікс (від Даллас)                                  | Кентуккі (Соф.)                          |
| 1     | 7     | Тім Томас         | ЛФ      | США                            | Нью-Дже́рсі Нетс                                              | Вілланова (Фр.)                          |
| 1     | 8     | Адонал Фойл       | Ц       | Сент-Вінсент і Гренадини       | Голден-Стейт Ворріорс                                        | Колгейт (Дж.)                            |
| 1     | 9     | Трейсі Макгреді*  | АЗ/ЛФ   | США                            | Торонто Репторз                                              | Християнська академія Маунт Зіон (Дарем) |
| 1     | 10    | Денні Фортсон*    | ВФ      | США                            | Мілвокі Бакс                                                 | Цинциннаті (Дж.)                         |
| 1     | 11    | Тарік Абдул-Вахад | ЛФ      | Франція                        | Сакраменто Кінґс                                             | Сан-Хосе Стейт (Ср.)                     |
| 1     | 12    | Остін Крошер      | ВФ      | США                            | Індіана Пейсерз                                              | Провіденс (Ср.)                          |
| 1     | 13    | Дерек Андерсон    | АЗ      | США                            | Клівленд Кавальєрс                                           | Кентуккі (Ср.)                           |
| 1     | 14    | Моріс Тейлор      | ВФ      | США                            | Лос-Анджелес Кліпперс                                        | Мічиган (Дж.)                            |
| 1     | 15    | Кельвін Като      | Ц       | США                            | Даллас Маверікс (від Міннесота)                              | Айова Стейт (Дж.)                        |
| 1     | 16    | Бревін Найт       | РЗ      | США                            | Клівленд Кавальєрс (від Фінікс)                              | Стенфорд (Ср.)                           |
| 1     | 17    | Джонні Тейлор     | ВФ      | США                            | Орландо Меджик                                               | Чаттануга (Ср.)                          |
| 1     | 18    | Кріс Енсті        | ВФ      | Австралія                      | Портленд Трейл-Блейзерс                                      | СІ Мельбурн Меджик (Австралія)           |
| 1     | 19    | Скот Поллард      | Ц       | США                            | Детройт Пістонс                                              | Канзас (Ср.)                             |
| 1     | 20    | Пол Грант         | Ц       | США                            | Міннесота Тімбервулвз (від Шарлотт через Мілвокі і Портленд) | Вісконсін (Ср.)                          |
| 1     | 21    | Ентоні Паркер     | АЗ      | США                            | Нью-Дже́рсі Нетс(від ЛА Лейкерс)                              | Бредлі (Ср.)                             |
| 1     | 22    | Ед Грей           | РЗ/АЗ   | США                            | Атланта Гокс                                                 | Каліфорнія (Ср.)                         |
| 1     | 23    | Боббі Джексон     | РЗ      | США                            | Сіетл Суперсонікс                                            | Міннесота (Ср.)                          |
| 1     | 24    | Родрік Родес      | АЗ      | США                            | Х'юстон Рокетс                                               | УПК (Ср.)                                |
| 1     | 25    | Джон Томас        | Ц       | США                            | Нью-Йорк Нікс                                                | Міннесота (Ср.)                          |
| 1     | 26    | Чарлз Сміт        | АЗ      | США                            | Маямі Гіт                                                    | Нью-Мексико (Ср.)                        |
| 1     | 27    | Жак Вон           | РЗ      | США                            | Юта Джаз                                                     | Канзас (Ср.)                             |
| 1     | 28    | Кіт Бут           | ЛФ      | США                            | Чикаго Буллз                                                 | Меріленд (Ср.)                           |
| 2     | 29    | Серж Цвіккер#     | Ц       | Шаблон:Дані країни Netherlands | Х'юстон Рокетс (від Ванкувер)                                | Північна Кароліна (Ср.)                  |
| 2     | 30    | Марк Сенфорд#     | ЛФ/ВФ   | США                            | Маямі Гіт (від Бостон)                                       | Вашингтон (Дж.)                          |
| 2     | 31    | Чарлз О'Беннон    | РЗ      | США                            | Детройт Пістонс (від Сан-Антоніо)                            | УКЛА (Ср.)                               |
| 2     | 32    | Джеймс Коттон     | ЛФ      | США                            | Денвер Наггетс                                               | Лонг-Біч Стейт (Ср.)                     |
| 2     | 33    | Марко Милич       | РЗ/АЗ   | Словенія                       | Філадельфія Севенті-Сіксерс                                  | Smelt Olimpija (Словенія)                |
| 2     | 34    | Бубба Веллс       | ЛФ/ВФ   | США                            | Даллас Маверікс                                              | Остін Пії (Ср.)                          |
| 2     | 35    | Кебу Стюарт       | ЛФ/ВФ   | США                            | Філадельфія Севенті-Сіксерс (від Нью-Дже́рсі Нетс)            | Кал Стейт Бейкерсфілд (Ср.)              |
| 2     | 36    | Джеймс Коллінз    | РЗ/АЗ   | США                            | Філадельфія Севенті-Сіксерс(від Торонто)                     | Флорида Стейт (Ср.)                      |
| 2     | 37    | Марк Джексон      | ЛФ/ВФ   | США                            | Голден-Стейт Ворріорс                                        | Темпл (Ср.)                              |
| 2     | 38    | Джералд Ганікатт  | ВФ      | США                            | Мілвокі Бакс                                                 | Талені (Ср.)                             |
| 2     | 39    | Ентоні Джонсон    | РЗ/АЗ   | США                            | Сакраменто Кінґс                                             | Чарльстонський коледж (Ср.)              |
| 2     | 40    | Ед Елісма#        | ЛФ      | США                            | Сіетл Суперсонікс(від ЛА Кліпперс)                           | Джорджия Тек (Ср.)                       |
| 2     | 41    | Джейсон Лоусон    | Ц       | США                            | Денвер Наггетс(від Індіана)                                  | Вілланова (Ср.)                          |
| 2     | 42    | Стівен Джексон    | АЗ      | США                            | Фінікс Санз                                                  | СК Батлер (Ср.)                          |
| 2     | 43    | Гордон Мелоун#    | ЛФ      | США                            | Міннесота Тімбервулвз                                        | Вест Вірджинія (Ср.)                     |
| 2     | 44    | Седрік Гендерсон  | ВФ      | США                            | Клівленд Кавальєрс                                           | Мемфіс (Ср.)                             |
| 2     | 45    | Гад Шеммгад       | РЗ      | США                            | Вашингтон Буллетс                                            | Провіденс (Ср.)                          |
| 2     | 46    | Ерік Вашингтон    | АЗ      | США                            | Орландо Меджик(проданий у Денвер)                            | Алабама (Ср.)                            |
| 2     | 47    | Елвін Вільямс     | РЗ      | США                            | Портленд Трейл-Блейзерс                                      | Вілланова (Ср.)                          |
| 2     | 48    | Предраг Дробняк   | Ц       | Югославія                      | Вашингтон Буллетс(від Шарлотт)                               | Партизан (Сербія)                        |
| 2     | 49    | Ален Дігбо#       | АЗ      | Франція                        | Атланта Гокс(від Детройт)                                    | ASVEL Lyon-Villeurbanne (Франція)        |
| 2     | 50    | Кріс Кроуфорд     | ЛФ      | США                            | Атланта Гокс                                                 | Маркетт (Ср.)                            |
| 2     | 51    | Дехуан Віт        | РЗ      | США                            | Лос-Анджелес Лейкерс                                         | Луїсвілл (Ср.)                           |
| 2     | 52    | Сі Джей Братон#   | РЗ/АЗ   | Австралія                      | Ванкувер Ґріззліс(від Х'юстон)                               | СК Індіан Гіллз (Соф.)                   |
| 2     | 53    | Пол Роджерс#      | Ц       | Австралія                      | Лос-Анджелес Лейкерс (від Нью-Йорк)                          | Гонзага (Ср.)                            |
| 2     | 54    | Марк Блаунт       | Ц       | США                            | Сіетл Суперсонікс                                            | Піттсбург (Соф.)                         |
| 2     | 55    | Бен Пеппер#       | Ц       | Австралія                      | Бостон Селтікс (від Маямі)                                   | Ньюкасл Фелконз (Австралія)              |
| 2     | 56    | Нейт Ердманн#     | АЗ      | США                            | Юта Джаз                                                     | Оклахома (Ср.)                           |
| 2     | 57    | Роберто Дуеньяс#  | Ц       | Іспанія                        | Чикаго Буллз                                                 | Барселона (Іспанія)                      |

1. ↑  Громадянство означає національну збірну гравця, або яку країну він представляє. Якщо гравець не грав на міжнародному рівні, тоді цей пункт означає за збірну якої країни він може грати за правилами FIBA.
2. ↑  Тім Данкан є громадянином США від народження, як і всі жителі Американських Віргінських Островів, він грав за збірну США.[2]

## Помітні гравці, яких не задрафтовано
Цих гравців не обрано на драфті 1997 року, але вони зіграли в НБА принаймні одну гру.

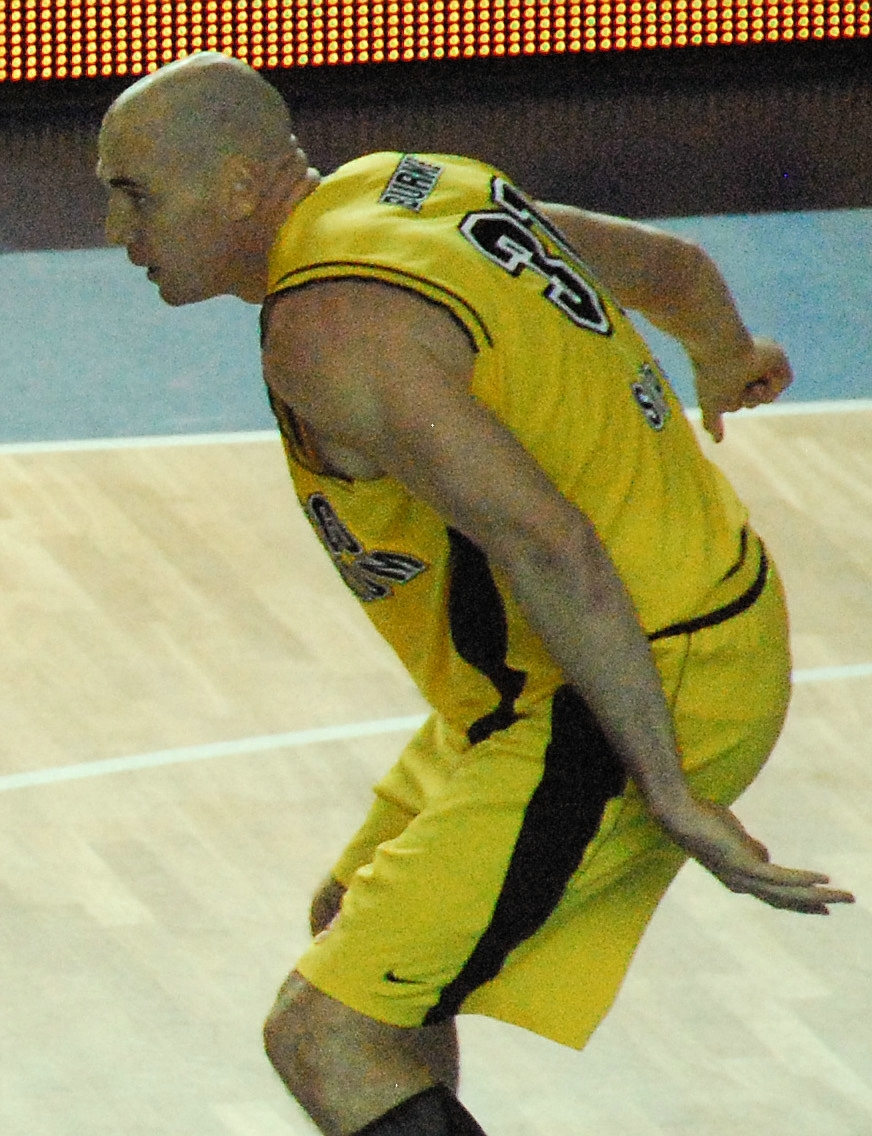
Попри те, що Пета Берка на драфті 1997 року не вибрали, він прославився як перший представник Ірландії в НБА.

| Гравець        | Поз. | Громадянство | Школа/Клуб               |
| -------------- | ---- | ------------ | ------------------------ |
| Пет Берк       | Ц    | Ірландія     | Оберн (Ср.)              |
| Марлон Гарнетт | З    | Беліз · США  | Санта-Клара (Ср.)        |
| Трой Гадсон    | З    | США          | Південний Іллінойс (Дж.) |
| Даймон Джонс   | З    | США          | Х'юстон (Дж.)            |
| Міккі Мур      | Ф/Ц  | США          | Небраска (Ср.)           |
| Іра Ньюбі      | Ф    | США          | Miami (Ohio) (Ср.)       |
| Майк Пенберті  | З    | США          | The Master's (Ср.)       |
| Майкл Стюарт   | Ф/Ц  | Франція      | Каліфорнія (Ср.)         |